# Shock (film, 1946)
Pour l’article homonyme, voir Shock.
Pour plus de détails, voir Fiche technique et Distribution.
Shock est un film noir américain réalisé par Alfred L. Werker, sorti le 10 janvier 1946.

## Synopsis
Le psychiatre Richard Cross (Vincent Price) doit traiter une jeune femme, Janet Stewart (Anabel Shaw), qui est dans le coma. Cet état fut causé par un choc nerveux lorsqu'elle fut témoin du meurtre d'une femme par un homme. Lors de son réveil, elle reconnait le docteur Cross comme étant le meurtrier. Alors, celui-ci va comploter avec l'infirmière Elaine Jordan (Lynn Bari), pour éliminer Stewart avec une overdose d'insuline.

## Fiche technique
- Titre : Shock
- Réalisateur : Alfred L. Werker
- Scénaristes : Eugene Ling, Albert DeMond, Martin Berkeley
- Musique : David Buttolph
- Photographie : Joseph MacDonald, Glen MacWilliams
- Genre : Thriller
- Pays de production :  États-Unis
- Durée : 70 minutes
- Date de sortie :
  - États-Unis : 1er février 1946

## Distribution
- Vincent Price :  Dr Richard Cross
- Lynn Bari : Elaine Jordan
- Frank Latimore : Paul Stewart
- Anabel Shaw : Janet Stewart
- Stephen Dunne : Dr Stevens
- Reed Hadley : O'Neill
- Renee Carson : Mme Hatfield
- Charles Trowbridge :  Dr Franklin Harvey
- Mary Young : Mme Penny